# 田丸永利
田丸 永利（たまる ながとし）は幕末に近江国の田丸城城下で活動した刀匠。藤原 永利とも。近江国の住人で美濃千手院の末裔とされているが居住は不明。紀州徳川家の御用鍛冶であった田丸永貞に鍛刀法を学んだ。作刀期間は文久3年（1863年）正月から、慶応3年（1867年）9月までの4年間。新々刀大鑑には、「近江國住人藤原永利於勢州田丸作之慶應二年、伊勢田丸永貞門人」と書かれている。